# 京王多摩川駅
京王多摩川駅（けいおうたまがわえき）は、東京都調布市多摩川四丁目にある、京王電鉄相模原線の駅である。京王相模原管区所属。駅番号はKO35。

## 歴史
開設当初は調布駅より分岐した路線の終着駅であり、駅構造も頭端式ホームとなっていた。多摩川で採れる砂利の鉄道貨物輸送が主な目的であったが、1927年（昭和2年）に京王閣が開業してからは多くの行楽客に利用された。京王閣閉鎖後、跡地は京王閣競輪場となり、最寄駅として機能している。相模原線が京王よみうりランド駅まで延伸した後は中間駅となった。
駅開設当時の駅名「多摩川原駅」は、この駅が多摩川砂利輸送を目的としたことから名付けられた。現在の「京王多摩川駅」は、駅所在地付近に「多摩川」が流れていることと、当時の東京横浜電鉄（現・東急電鉄）東横線多摩川園前駅（後の多摩川園駅）の旧名称が「多摩川駅」であったため、「京王」と冠されたことによるものである。なお、多摩川園前駅（後の多摩川園駅）は2000年（平成12年）に多摩川駅の名称に再び戻された。

### 年表
- 1916年（大正5年）6月1日：京王電気軌道（現・京王電鉄）の多摩川原駅（たまがわらえき）として開設。
- 1937年（昭和12年）5月1日：京王多摩川駅へ改称。
- 1944年（昭和19年）5月31日：東京急行電鉄（大東急。現・東急電鉄）が京王電気軌道を吸収合併し、同社京王線の駅となる。
- 1948年（昭和23年）6月1日：東急から京王帝都電鉄が分離され、同社の駅となる
- 1968年（昭和43年）12月21日：高架駅化。
- 1971年（昭和46年）4月1日：相模原線当駅 - 京王よみうりランド駅間の延伸に伴い、途中駅となる。
- 2020年（令和2年）2月14日：列車接近メロディを『Shall we dance?』に変更[1]。

## 駅構造
相対式ホーム2面2線を有する高架駅。改札口は通常北側のみ営業しているが、京王閣競輪開催時と調布市花火大会開催時には南側の臨時改札口も営業する。各ホームには北側改札と連絡するエレベーターと待合室を設置している。売店「A LoT」は改札部にあったが、平成31年2月限りで閉店した。

### のりば
| 番線 | 路線     | 方向 | 行先                                           |
| ---- | -------- | ---- | ---------------------------------------------- |
| 1    | 相模原線 | 下り | 京王よみうりランド・京王多摩センター・橋本方面 |
| 2    | 相模原線 | 上り | 調布・明大前・笹塚・新宿・都営新宿線方面       |

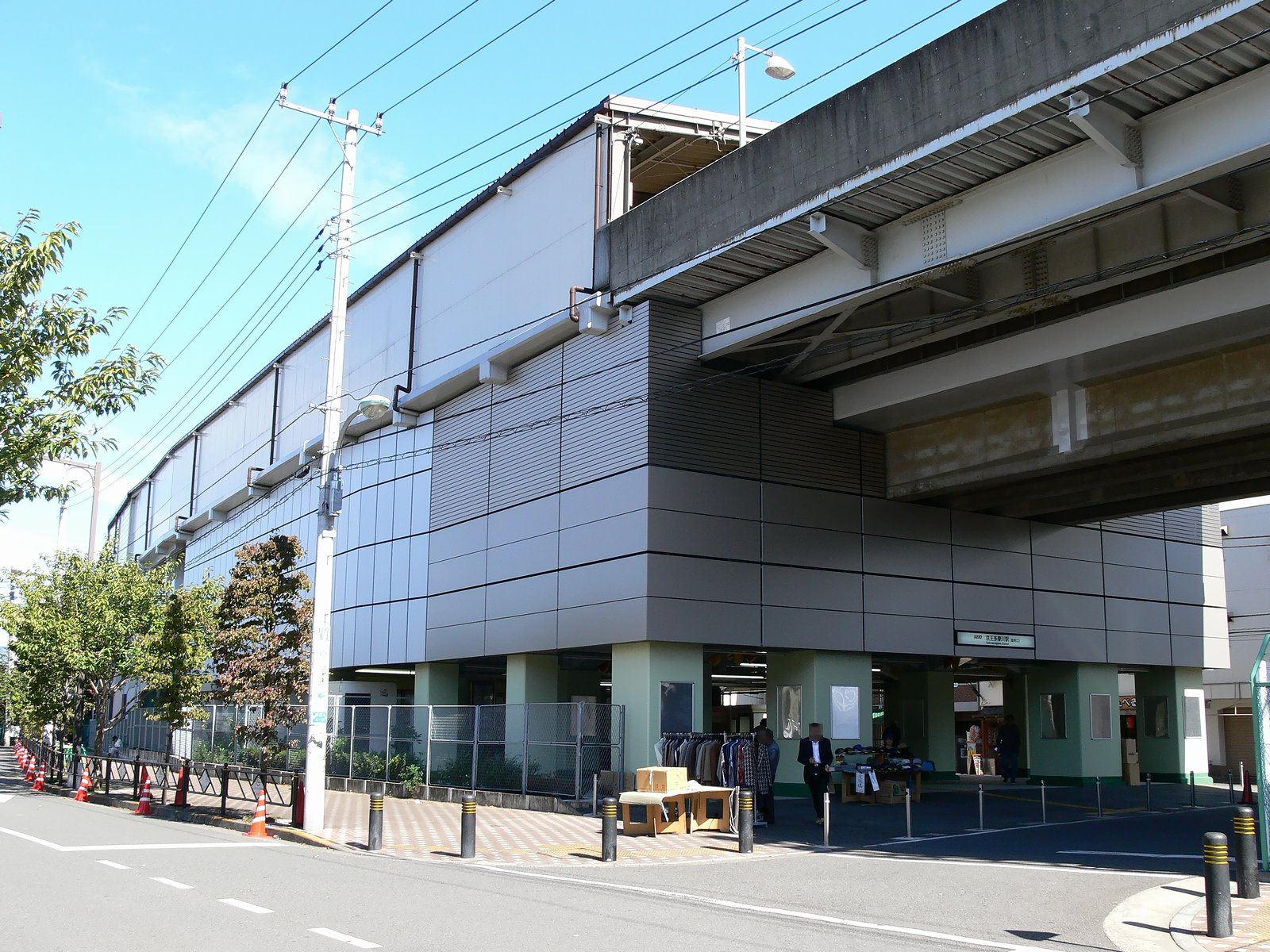
駅南側にある臨時口（2007年10月12日）。京王閣競輪や調布市花火大会開催時に営業する。
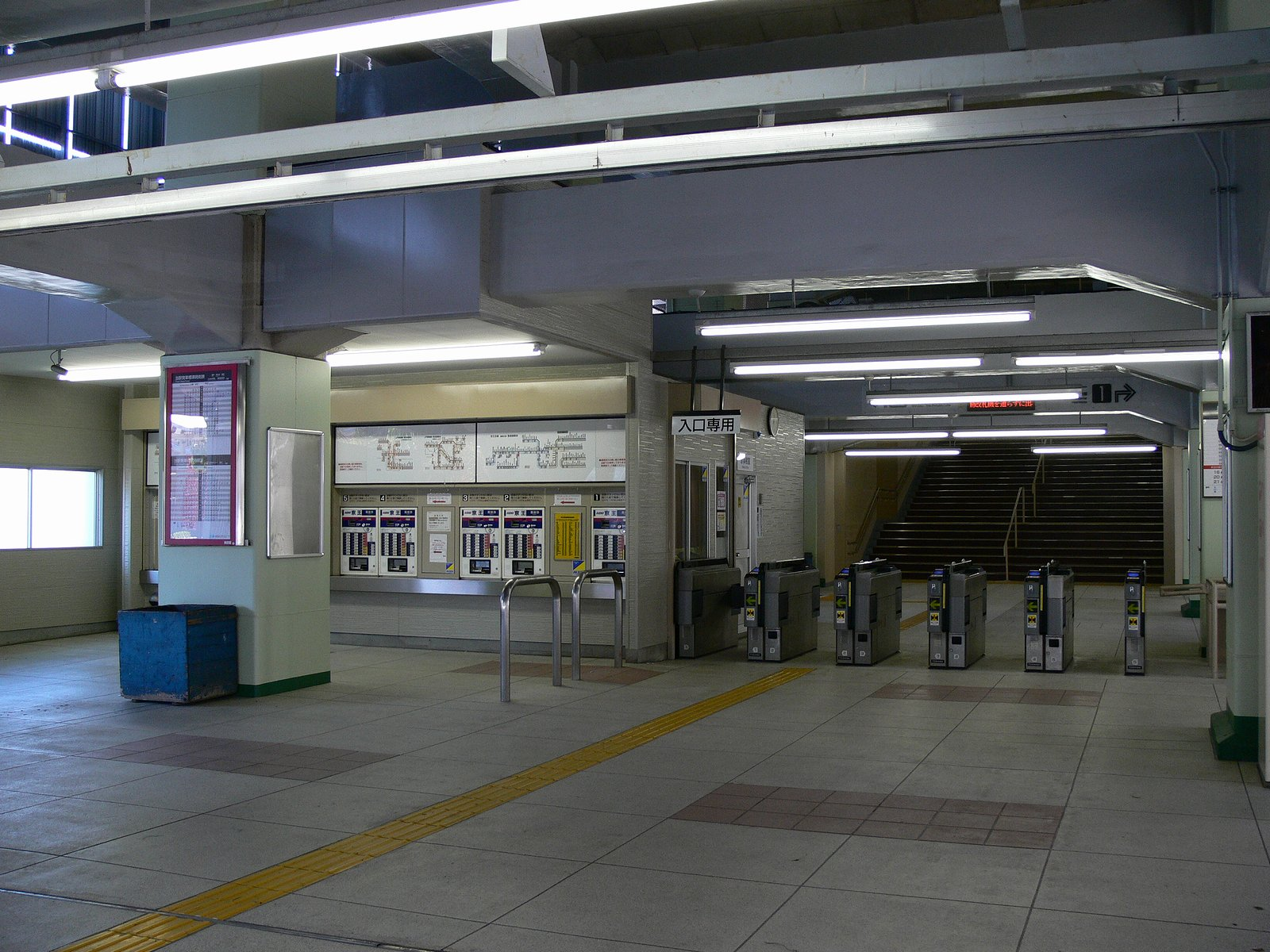
臨時口から見る駅構内（2007年10月12日）
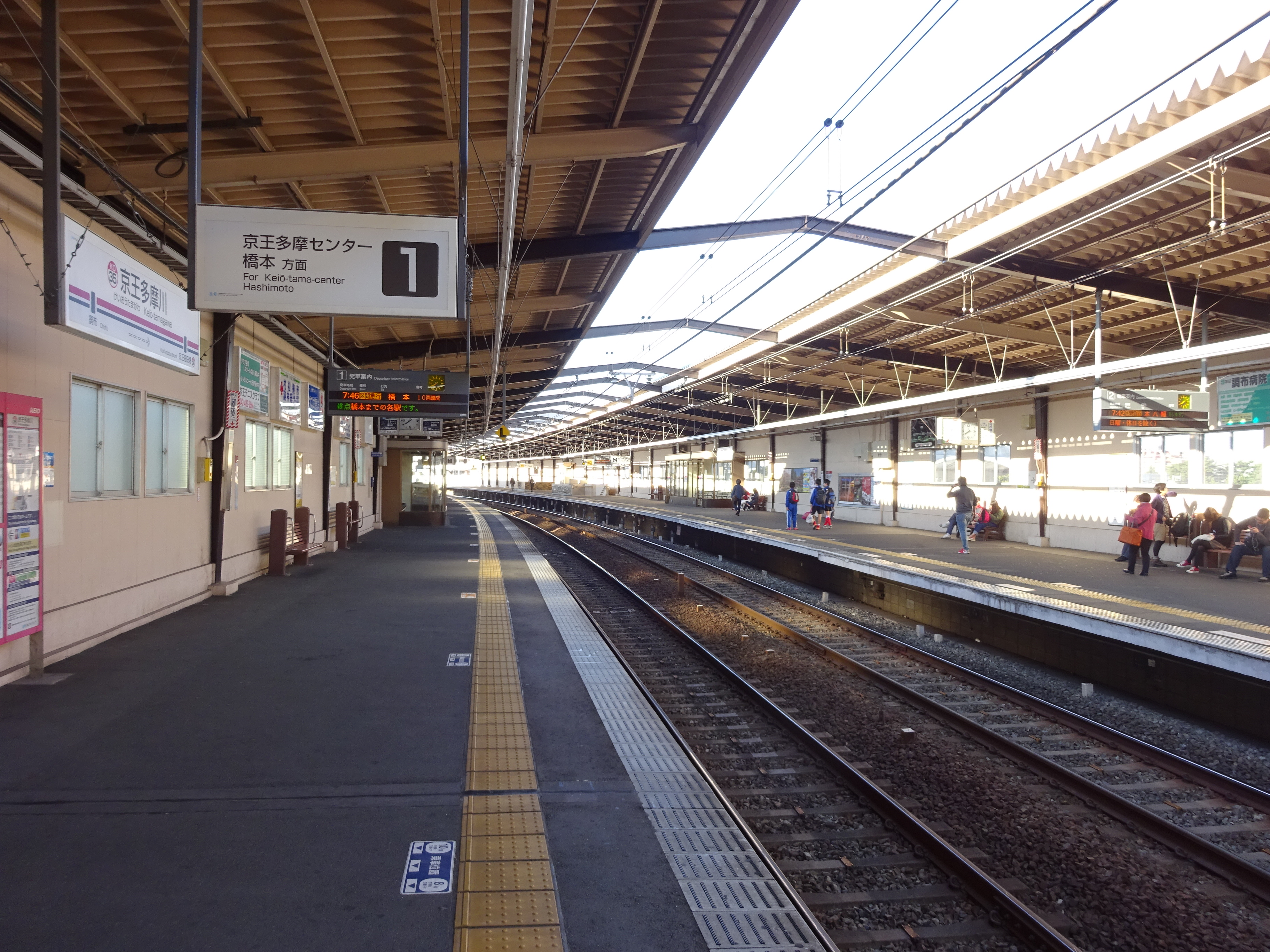
ホーム（2016年10月16日）

## 利用状況
2024年度（令和6年度）の1日平均乗降人員は14,983人である。
近年の1日平均乗降・乗車人員の推移は以下の通り。
| 年度               | 1日平均 乗降人員 | 1日平均 乗車人員 | 出典     |
| ------------------ | ---------------- | ---------------- | -------- |
| 1955年（昭和30年） | 6,866            |                  |          |
| 1960年（昭和35年） | 9,206            |                  |          |
| 1965年（昭和40年） | 13,935           |                  |          |
| 1970年（昭和45年） | 14,690           |                  |          |
| 1971年（昭和46年） | 14,689           |                  |          |
| 1975年（昭和50年） | 15,575           |                  |          |
| 1980年（昭和55年） | 16,769           |                  |          |
| 1985年（昭和60年） | 15,369           | 8,638            |          |
| 1990年（平成02年） | 17,892           | 9,455            | [ * 1 ]  |
| 1991年（平成03年） | 18,144           | 9,607            | [ * 2 ]  |
| 1992年（平成04年） |                  | 9,468            | [ * 3 ]  |
| 1993年（平成05年） |                  | 8,877            | [ * 4 ]  |
| 1994年（平成06年） |                  | 8,600            | [ * 5 ]  |
| 1995年（平成07年） | 16,489           | 8,473            | [ * 6 ]  |
| 1996年（平成08年） |                  | 8,299            | [ * 7 ]  |
| 1997年（平成09年） | 16,047           | 8,295            | [ * 8 ]  |
| 1998年（平成10年） | 16,368           | 8,425            | [ * 9 ]  |
| 1999年（平成11年） | 16,124           | 8,164            | [ * 10 ] |
| 2000年（平成12年） | 16,537           | 8,370            | [ * 11 ] |
| 2001年（平成13年） | 16,623           | 8,392            | [ * 12 ] |
| 2002年（平成14年） | 16,672           | 8,444            | [ * 13 ] |
| 2003年（平成15年） | 16,328           | 8,180            | [ * 14 ] |
| 2004年（平成16年） | 16,586           | 8,301            | [ * 15 ] |
| 2005年（平成17年） | 16,160           | 8,222            | [ * 16 ] |
| 2006年（平成18年） | 15,768           | 8,167            | [ * 17 ] |
| 2007年（平成19年） | 16,363           | 8,399            | [ * 18 ] |
| 2008年（平成20年） | 16,298           | 8,315            | [ * 19 ] |
| 2009年（平成21年） | 16,236           | 8,274            | [ * 20 ] |
| 2010年（平成22年） | 16,108           | 8,156            | [ * 21 ] |
| 2011年（平成23年） | 15,887           | 8,022            | [ * 22 ] |
| 2012年（平成24年） | 16,430           | 8,310            | [ * 23 ] |
| 2013年（平成25年） | 16,744           | 8,455            | [ * 24 ] |
| 2014年（平成26年） | 16,937           | 8,537            | [ * 25 ] |
| 2015年（平成27年） | 17,404           | 8,749            | [ * 26 ] |
| 2016年（平成28年） | 17,594           | 8,852            | [ * 27 ] |
| 2017年（平成29年） | 17,686           | 8,896            | [ * 28 ] |
| 2018年（平成30年） | 17,701           | 8,882            | [ * 29 ] |
| 2019年（令和元年） | 17,021           | 8,508            | [ * 30 ] |
| 2020年（令和02年） | 12,409           | 6,241            | [ * 31 ] |
| 2021年（令和03年） | 12,915           | 6,372            | [ * 32 ] |
| 2022年（令和04年） | 13,949           |                  |          |
| 2023年（令和05年） | 14,562           |                  |          |
| 2024年（令和06年） | 14,983           |                  |          |

## 駅周辺
駅から南に行くと多摩川の土手に出る。東には桜堤通りがあり、調布市染地まで約1kmの桜並木が続く。駅真下を交差して流れる府中用水を跨ぐ形で、駅東側の高架線沿いには競輪場への来場者を対象にした飲食店が立地する。
商業施設の多い調布駅に近いことから、当駅周辺には大型商業施設は少ない。2000年代に入ってから駅周辺にマンションが数多く建設されている。2024年7月以降、京王電鉄が駅周辺の市街地再開発に着手しており、駅もホームドア設置など改良工事を予定している。

### 駅東側
- 東京都立調布南高等学校
- 調布市こころの健康支援センター
- 調布小島郵便局
- 昭和信用金庫多摩川支店
- 京王テニスクラブ
- 多摩川児童公園
- 京王多摩川駅東自転車駐車場
- 角川大映撮影所（旧・大映スタジオ）
- 日活撮影所
- 桜堤通り

### 駅西側
- 京王閣競輪場（東京オーヴァル）
- 調布市郷土博物館
- 医療法人社団桐光会 調布病院
- 京王キッズプラッツ多摩川
- 双葉保育園
- 下石原地域福祉センター
- 調布市立多摩川児童館
- 調布市立富士見台小学校
- 調布市立多摩川小学校
- 東宝調布スポーツパーク：多摩川2丁目
- 鹿島建設技術研究所西調布実験場：多摩川1丁目
- ホッピービバレッジ工場：多摩川1丁目
- 鶴川街道

### 高架下
- 京王多摩川駅自転車等駐車場
- 警視庁調布警察署 京王多摩川駅前交番

### 過去に所在した施設など

#### 駅東側
- 日本サイクリストセンター：小島町3
- 京王遊園：多摩川5、多摩川7
- 日活芸術学院：染地2
- 菅の渡し：多摩川5

#### 駅西側
- 京王フローラルガーデンANGE（旧・京王百花苑）：多摩川4

### バス路線
「京王多摩川駅」（調布市ミニバス）
- 西路線（調43） 地域福祉センター・飛田給駅北口行 / 調布駅南口行

「調布南高校前」（調布市ミニバス・京王バス）
- 西路線（調43） 地域福祉センター・飛田給駅北口行 / 調布駅南口行
- 調11・調12 多摩川住宅循環 / 調布駅南口行
- 調41 調布第三中学校行 / 調布駅南口行

## 隣の駅
京王電鉄
 相模原線
■特急・■急行
通過（臨時停車の場合あり）
■区間急行・■快速・■各駅停車
調布駅 (KO18) - 京王多摩川駅 (KO35) - 京王稲田堤駅 (KO36)
- 京王閣競輪場・調布市花火大会開催時に、一部の特急・急行が臨時停車する場合がある。

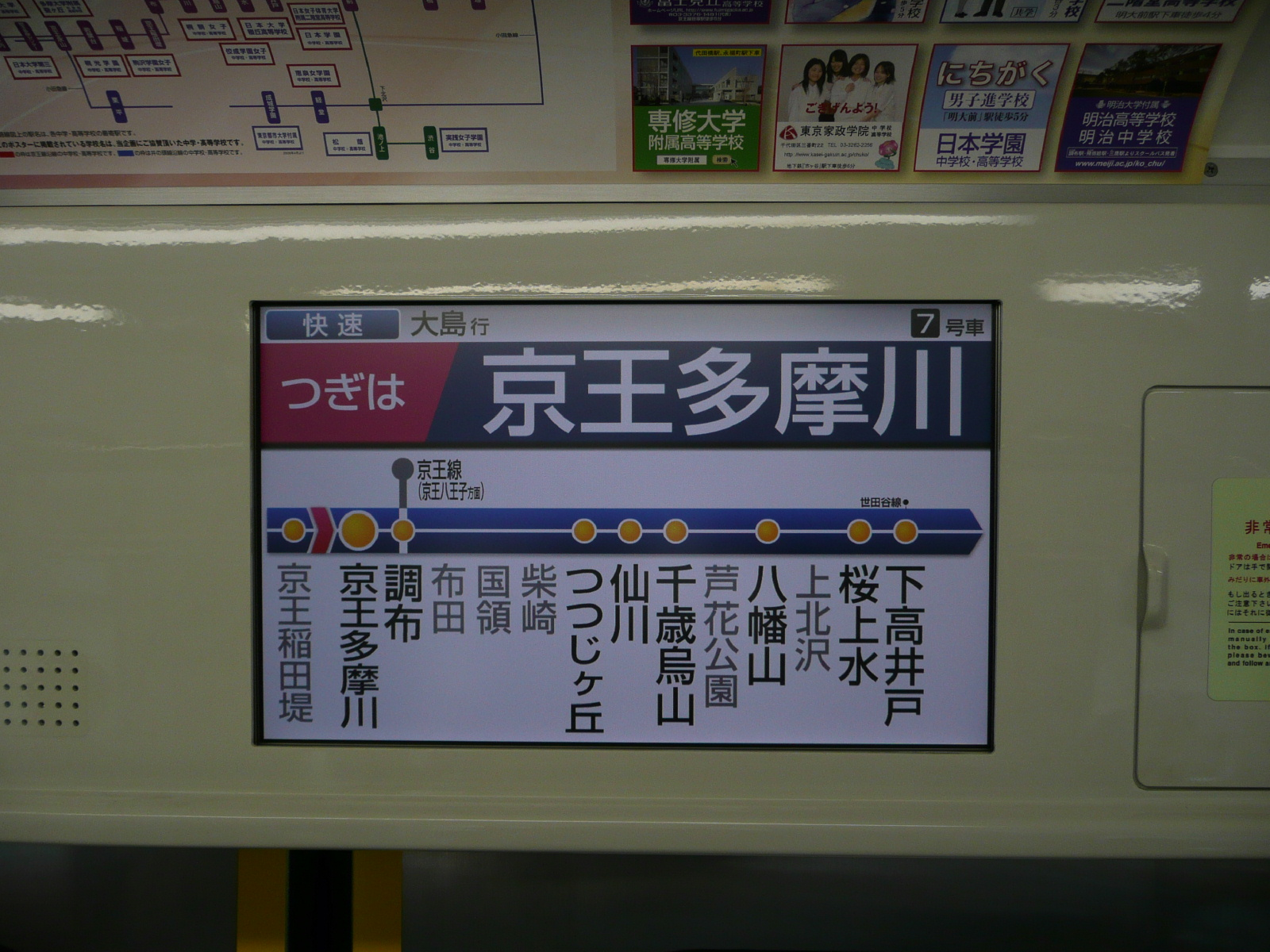
京王9000系30番台や7000系の一部（LCD搭載車）での、次駅が京王多摩川駅である表示。『京王フローラルガーデン「アンジェ」下車駅』とは表示されない。なお、この表示は2画面化に伴い改修された。

LED式車内案内表示器に表示される次駅案内では、『京王多摩川 京王フローラルガーデン「アンジェ」下車駅』と表示される。LCD式表示器搭載車や、東京都交通局所有の都営地下鉄新宿線車両の場合、この表示はされない。